# Ternana Calcio 1983-1984
Questa voce raccoglie le informazioni riguardanti la Ternana Calcio nelle competizioni ufficiali della stagione 1983-1984.

## Stagione
Nella stagione 1983-1984 la Ternana disputa il campionato di Serie C1, raggiungendo una difficoltosa salvezza. L'allenatore per questa stagione è l'ex giocatore delle fere Giovanni Meregalli. Una stagione con tanti pareggi (22) con l'unica nota positiva da trovare nella arcigna difesa, solo 27 reti subite in 34 partite. Delle sole cinque vittorie ottenute, una è arrivata a tavolino, a Bari l'8 gennaio, sconfitti sul campo (1-0), si è ottenuto lo (0-2) grazie ad una lattina di birra, che ha ferito al braccio il giocatore Gabriele Ratti. L'ultima vittoria in campionato è giunta il 18 marzo (2-1) sul Foligno, poi le ultime nove partite senza nessun successo, hanno fatto traballare le speranze di mantenere la categoria. Con il Rende ed il Foligno retrocesse da tempo, sono scese nell'ultimo turno il Siena e la Civitanovese, la Ternana si è salvata per un punticino. Sono state promosse in Serie B il Bari ed il Taranto.
Meglio ha fatto la squadra rossoverde nella Coppa Italia di Serie C dove ha vinto il girone Q di qualificazione prima del campionato, superando Lodigiani, Civitavecchia e Latina. Nel turno di qualificazione per i sedicesimi ha superato il Foligno, nei sedicesimi di finale ha superato l'Olbia, per concludere il percorso in Coppa negli ottavi di finale, nel doppio turno per mano dell'Ancona.

## Rosa

Il neoacquisto Gianluca Signorini, 29 presenze nella sua unica stagione a Terni.

| N. |                   | Ruolo | Calciatore            |
| -- | ----------------- | ----- | --------------------- |
| -  | Italia (bandiera) | A     | Angelo Catania        |
| -  | Italia (bandiera) | C     | Bruno Ciardelli       |
| -  | Italia (bandiera) | C     | Fabio Cini            |
| -  | Italia (bandiera) | D     | Stefano Colantuono    |
| -  | Italia (bandiera) | P     | Graziano De Luca      |
| -  | Italia (bandiera) | D     | Francesco Di Vincenzo |
| -  | Italia (bandiera) | C     | Moreno Grilli         |
| -  | Italia (bandiera) | C     | Gaetano Longo         |
| -  | Italia (bandiera) | A     | Claudio Lovison       |
| -  | Italia (bandiera) | C     | Erasmo Lucido         |

| N. |                   | Ruolo | Calciatore           |
| -- | ----------------- | ----- | -------------------- |
| -  | Italia (bandiera) | A     | Vittorio Martini     |
| -  | Italia (bandiera) | A     | Silvio Paolucci      |
| -  | Italia (bandiera) | C     | Nicola Peragine      |
| -  | Italia (bandiera) | P     | Alberto Raggi (I)    |
| -  | Italia (bandiera) | D     | Francesco Raggi (II) |
| -  | Italia (bandiera) | D     | Gabriele Ratti       |
| -  | Italia (bandiera) | A     | Giovanni Sartori     |
| -  | Italia (bandiera) | A     | Enzo Scarpa          |
| -  | Italia (bandiera) | D     | Gianluca Signorini   |
| -  | Italia (bandiera) | C     | Fabrizio Spagnuolo   |

## Risultati

### Campionato

#### Girone di andata
| Terni 18 settembre 1983 1ª giornata | Ternana           | 0 – 0 | Casertana | Stadio Libero Liberati\| Arbitro: \| Frigerio (Milano) \| |
| Arbitro:                            | Frigerio (Milano) |       |           |                                                           |

| Arbitro: | Bruschini (Firenze) |

|              |           |             |
| D. Rossi 30’ | Marcatori | 88’ Martini |

| Terni 2 ottobre 1983 3ª giornata | Ternana           | 0 – 0 | Messina | Stadio Libero Liberati\| Arbitro: \| Scalise (Bologna) \| |
| Arbitro:                         | Scalise (Bologna) |       |         |                                                           |

| Civitanova Marche 9 ottobre 1983 4ª giornata | Civitanovese    | 0 – 0 | Ternana | Stadio Polisportivo Comunale\| Arbitro: \| Marascia (Roma) \| |
| Arbitro:                                     | Marascia (Roma) |       |         |                                                               |

| Terni 16 ottobre 1983 5ª giornata | Ternana            | 0 – 0 | Cosenza | Stadio Libero Liberati\| Arbitro: \| Gabbrielli (Prato) \| |
| Arbitro:                          | Gabbrielli (Prato) |       |         |                                                            |

| Rende 23 ottobre 1983 6ª giornata | Rende            | 0 – 0 | Ternana | Stadio Marco Lorenzon\| Arbitro: \| Laricchia (Bari) \| |
| Arbitro:                          | Laricchia (Bari) |       |         |                                                         |

| Arbitro: | Gava (Conegliano) |

|                                        |           |                  |
| Paolucci 16’ (rig.), 64’ Ciardelli 47’ | Marcatori | 86’ (rig.) Surro |

| Arbitro: | Tuveri (Cagliari) |

|              |           |             |
| Olivetti 41’ | Marcatori | 77’ Martini |

| Arbitro: | Ronchetti (Modena) |

|              |           |             |
| Pistillo 40’ | Marcatori | 84’ Lovison |

| Terni 20 novembre 1983 10ª giornata | Ternana               | 0 – 0 | Virtus Casarano | Stadio Libero Liberati\| Arbitro: \| Vecchiatini (Bologna) \| |
| Arbitro:                            | Vecchiatini (Bologna) |       |                 |                                                               |

| Salerno 27 novembre 1983 11ª giornata | Salernitana       | 0 – 0 | Ternana | Stadio Donato Vestuti\| Arbitro: \| Frigerio (Milano) \| |
| Arbitro:                              | Frigerio (Milano) |       |         |                                                          |

| Terni 4 dicembre 1983 12ª giornata | Ternana             | 0 – 0 | Akragas | Stadio Libero Liberati\| Arbitro: \| De Santis (Treviso) \| |
| Arbitro:                           | De Santis (Treviso) |       |         |                                                             |

| Arbitro: | Basile (Siracusa) |

|            |           |  |
| Fracas 50’ | Marcatori |  |

| Arbitro: | Fabricatore (Roma) |

|                |           |           |
| Colantuono 44’ | Marcatori | 55’ Zitta |

| Arbitro: | Ronchetti (Modena) |

|                    |           |  |
| Messina 42’ (rig.) | Marcatori |  |

| Terni 15 gennaio 1983 16ª giornata | Ternana            | 0 – 0 | Campania | Stadio Libero Liberati\| Arbitro: \| Baldini (Piacenza) \| |
| Arbitro:                           | Baldini (Piacenza) |       |          |                                                            |

| Arbitro: | Pomentale (Bologna) |

|                |           |              |
| Borsellino 31’ | Marcatori | 77’ F. Raggi |

#### Girone di ritorno
| Arbitro: | Catania (Roma) |

|                          |           |  |
| Casaroli 28’ (rig.), 90’ | Marcatori |  |

| Arbitro: | D'Innocenzo (Roma) |

|                         |           |                           |
| Martini 52’ Sartori 65’ | Marcatori | 12’ Bruzzone 21’ Desolati |

| Messina 12 febbraio 1984 20ª giornata | Messina         | 0 – 0 | Ternana | Stadio Giovanni Celeste\| Arbitro: \| Pucci (Firenze) \| |
| Arbitro:                              | Pucci (Firenze) |       |         |                                                          |

| Arbitro: | Tedeschi (Bologna) |

|                    |           |                           |
| Sartori 30’ (rig.) | Marcatori | 11’ Mazza 52’, 80’ Romiti |

| Arbitro: | Cassi (Pisa) |

|                            |           |              |
| Nicolucci 11’ Frigerio 70’ | Marcatori | 80’ Paolucci |

| Arbitro: | Felicani (Bologna) |

|             |           |  |
| Martini 48’ | Marcatori |  |

| Arbitro: | Frigerio (Milano) |

|  |           |            |
|  | Marcatori | 31’ Scarpa |

| Arbitro: | Pomentale (Bologna) |

|                       |           |              |
| Sartori 1’ Scarpa 23’ | Marcatori | 9’ Scarsella |

| Arbitro: | Pucci (Firenze) |

|  |           |              |
|  | Marcatori | 31’ Barbieri |

| Arbitro: | Dalfovo (Trento) |

|                      |           |                |
| Caligiuri 85’ (rig.) | Marcatori | 39’ Colantuono |

| Terni 15 aprile 1984 28ª giornata | Ternana            | 0 – 0 | Salernitana | Stadio Libero Liberati\| Arbitro: \| Picchio (Macerata) \| |
| Arbitro:                          | Picchio (Macerata) |       |             |                                                            |

| Arbitro: | Tonon (Conegliano) |

|              |           |  |
| De Brasi 42’ | Marcatori |  |

| Terni 6 maggio 1984 30ª giornata | Ternana             | 0 – 0 | Taranto | Stadio Libero Liberati\| Arbitro: \| Bruschini (Firenze) \| |
| Arbitro:                         | Bruschini (Firenze) |       |         |                                                             |

| Arbitro: | Baldas (Trieste) |

|                                         |           |  |
| Pecchi 36’ (rig.) Napoli 74’ Torano 79’ | Marcatori |  |

| Arbitro: | Ramacci (Latina) |

|                             |           |                           |
| Colantuono 45’ F. Raggi 65’ | Marcatori | 12’ (rig.) Lopez 67’ Sola |

| Napoli 27 maggio 1984 33ª giornata | Campania          | 0 – 0 | Ternana | Stadio San Paolo\| Arbitro: \| Gava (Conegliano) \| |
| Arbitro:                           | Gava (Conegliano) |       |         |                                                     |

| Arbitro: | Tuveri (Cagliari) |

|                          |           |                            |
| Martini 20’ F. Raggi 68’ | Marcatori | 64’ M. Rossi 66’ Pierleoni |

### Coppa Italia

#### Girone Q
| Arbitro: | Fiorenza (Siena) |

|                |           |                     |
| Colapietro 85’ | Marcatori | 25’ (rig.) Paolucci |

| Arbitro: | Rosati (Empoli) |

|            |           |  |
| Lucido 65’ | Marcatori |  |

| Arbitro: | Pesce (Napoli) |

|                             |           |  |
| Di Trapano 46’ Skoglund 47’ | Marcatori |  |

| Arbitro: | Pozzati (Alghero) |

|               |           |  |
| Fr. Raggi 30’ | Marcatori |  |

| Arbitro: | Barbaraci (Cagliari) |

|  |           |                             |
|  | Marcatori | 24’ Spagnuolo 40’ Fr. Raggi |

| Arbitro: | Creati (Acireale) |

|              |           |  |
| Peragine 89’ | Marcatori |  |

#### Qualificazione ai sedicesimi
| Foligno 12 ottobre 1983 Andata | Foligno            | 0 – 0 | Ternana | Stadio Comunale\| Arbitro: \| Picchio (Macerata) \| |
| Arbitro:                       | Picchio (Macerata) |       |         |                                                     |

| Arbitro: | Tarantola (Genova) |

|                                                 |           |                      |
| Spagnuolo 11’ Signorini 50’ Peragine 54’ (rig.) | Marcatori | 10’ (aut.) Signorini |

#### Sedicesimi di finale
| Arbitro: | Mariotti (Pontedera) |

|                                      |           |  |
| Lovison 73’ Catania 80’ Peragine 89’ | Marcatori |  |

| Olbia 30 novembre 1983 Ritorno | Olbia                 | 0 – 0 | Ternana | Stadio Bruno Nespoli\| Arbitro: \| Sanguineti (Chiavari) \| |
| Arbitro:                       | Sanguineti (Chiavari) |       |         |                                                             |

#### Ottavi di finale
| Arbitro: | Dalfovo (Trento) |

|            |           |                       |
| Fiorio 25’ | Marcatori | 36’ (aut.) Ballardini |

| Arbitro: | Cornieti (Forlì) |

|  |           |                            |
|  | Marcatori | 30’ Sarzana 80’ Spigarelli |